# Serebrjano-Prudskij rajon
Il Serebrjano-Prudskij rajon (in russo Серебряно-Прудский район?) era un rajon dell'Oblast' di Mosca, nella Russia europea; il capoluogo era Serebrjanye Prudy. Istituito nel 1924, fu soppresso dal 1963 al 1965. Ricopriva una superficie di 876 chilometri quadrati e nel 2010 ospitava una popolazione di circa 25.000 abitanti. È stato soppresso nel 2015.